# О’Брайен, Фитц Джеймс
Фитц Джеймс О’Брайен (англ. Fitz James O'Brien; 25 октября 1826 — 6 апреля 1862) — ирландский и американский писатель, который считается одним из первых американцев, писавших в жанре литературы ужасов и научной фантастики.

## Биография
Родился в графстве Корк, Ирландия, при рождении получил имя Майкл. В раннем детстве с семьёй переехал в Лимерик. Учился в Университете Дублина и, как считается, некоторое время служил в британской армии; ещё в университете начал писать стихи. После окончания университета отправился в Лондон и в течение четырёх лет занимался растратой своего наследства в размере 8 тысяч фунтов, одновременно редактируя периодические издания о Всемирной выставке 1851 года. В 1852 году он эмигрировал в США, изменив своё имя на Фитц Джеймс, и с тех пор занимался только литературой.
В США вёл экстравагантный и богемный образ жизни. Публиковался сначала в журнале Lantern, редактором которого был Джон Бругхэм, позже писал для Home Journal, New York Times и American Whig Review; в 1853 году начал сотрудничать с Harper's Magazine. Прославился в основном благодаря фантастическим и зачастую сюрреалистичным историям, хотя также писал стихи, пьесы и театральные обзоры. Рассказ О’Брайена «Что это было?» (1859) является одним из ранних представлений невидимости в фантастике (был опубликован на 22 года раньше рассказа Эдварда Пейджа Митчелла «Кристальный человек» и на 38 лет раньше «Человека-невидимки» Герберта Уэллса)
Когда в 1861 году началась Гражданская война, он вступил в 7-й полк ополчения Нью-Йорка в надежде отправиться на фронт. Некоторое время провёл в тренировочном лагере, затем получил должность при штабе генерала Лэндера. В феврале 1862 году был тяжело ранен в перестрелке с южанами и спустя два месяца умер от столбняка в полевом госпитале в возрасте 35 лет.